# Stalagmites tumefaciens
Stalagmites tumefaciens är en svampart som först beskrevs av Syd. & P. Syd., och fick sitt nu gällande namn av Theiss. & Syd. 1914. Stalagmites tumefaciens ingår i släktet Stalagmites och familjen Nectriaceae.   Inga underarter finns listade i Catalogue of Life.